# Adam Oehlenschläger

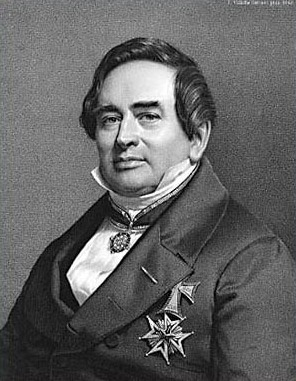
Adam Oehlenschläger (litografi 1846).

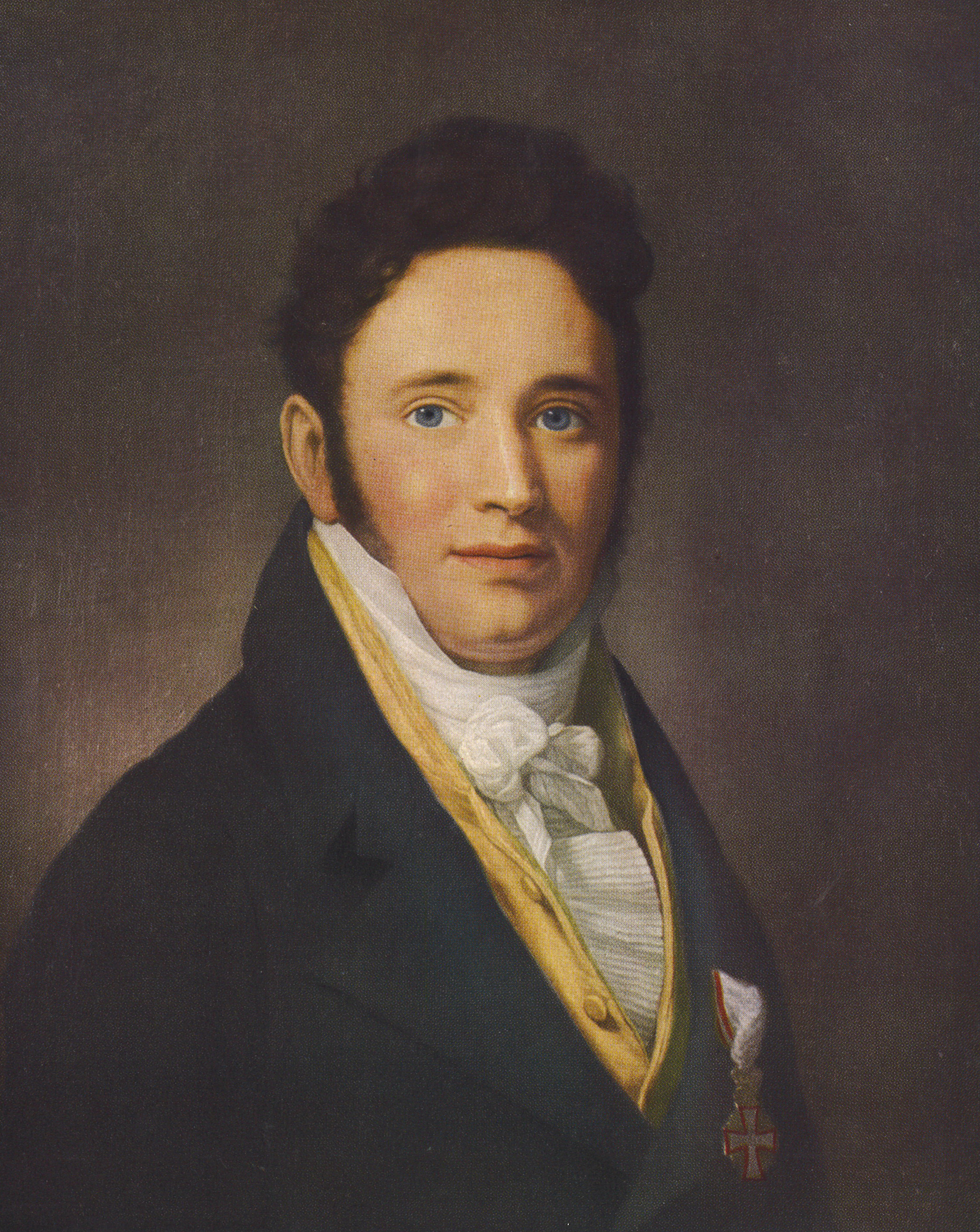
Oehlenschläger målad av Friedrich Carl Gröger.

Adam Gottlob Oehlenschläger, född 14 november 1779  i Köpenhamn, död 20 januari 1850 i Köpenhamn, var en dansk skald och dramatiker av dansk litteratur.

## Biografi
Oehlenschläger föddes på Frederiksbergs slott, där hans far var slottsorganist och senare förvaltare. År 1796 avlade han realexamen vid Efterslægtsselskabets skola.
Han avbröt sin skolgång och försökte slå sig fram som skådespelare, samtidigt som han skrev poesi. År 1800 blev han student och inlämnade samma år en dikt till en pristävling vid universitetet, där han i stället för de brukliga motivet från den grekiska mytologin valde ett från den fornnordiska. Samma år förlovade han sig med Christiane Heger, som han kom att gifta sig med först 1810.
Slaget vid Köpenhamns redd 1801 gjorde djupt intryck på honom, men hans andliga genombrott kom först genom bekantskapen med filosofen Henrik Steffens, som i juni 1802 kom till Köpenhamn och vann Oelenschläger för nyromantiken. Hans första dikt i den högromantiska andan och stilen var Guldhornene 1802.
Vid jultiden 1802 utkom hans Digte 1803 som blev mycket populär bland ungdomen. För en bredare publik slog han igenom med Poetiske Skrifter (2 band, 1805). 1805–1809 gjorde Oehlenschläger en resa till Tyskland, Frankrike, Schweiz och Italien. Detta blev en produktiv tid, bland annat hemsände han Nordiske Digte (1807). Han utvecklades nu som tragiker och nationell poet och distanserade sig från romantiken. Efter sin hemkomst blev han 1809 professor i estetik vid Köpenhamns universitet.
Efter denna tid blev hans yttre liv tämligen händelselöst. En av de mer kända händelserna var dock Esaias Tegnérs lagerkröning av honom i Lunds domkyrka 1829, och den stora hedersbanketten som hölls i samband med hans 70-årsdag 1849, då i stort sett hela Danmarks kulturelit deltog i firandet av Oelenschläger. Han kom snarast att bli en nationalikon i Danmark, även om enstaka kritiska röster förekom. Jens Baggesen angrep 1813–1819 Oelenschläger för formlöshet och att sakna begåvning, 1827–1829 kom Johan Ludvig Heiberg att kritisera hans dramatiska produktion. Framför allt är det hans ungdomsverk som framhållits i hans stora produktion.
Oehlenschläger skrev 1819 texten till Danmarks nationalsång Der er et yndigt land. Han finns representerad i 1986 års psalmbok med originaltexten till psalmen Lär mig, du skog, att vissna glad från 1813. I lustspelet S:t Hans aften spil driver han med upplysningstidens fantasilöshet. Hans pjäser är skrivna på ledig blankvers och språket är rikt på bilder. Dikten Hakon Jarls Død eller Christendommens Indførsel i Norge från Digte ingår i Danmarks kulturkanon. Några av hans tal föreligger i nyutgåva av Bengt Gustaf Jonshult.

## Verk översatta till svenska
- Aly och Gulhyndy (översättning Johan Fredrik af Lundblad, tryckt hos Olof Grahn, 1811)
- Axel och Walborg: sorgespel (översättning Johan Dillner, tryckt hos Henrik A. Nordström, 1811)
- Correggio: sorgespel (översättning Per Adolf Sondén, tryckt hos Stenhammar och Palmblad, 1812)
- Waulundurs saga (översättning Jacob Adlerbeth, tryckt hos H.A. Nordström, 1812)
- Hakon Jarl den rike: sorgespel (översättning Ludvig Borgström, 1817). Ny översättning av S. A. Hedlund (L:s Gust. Rylander, 1848), med titel Hakon Jarl: skådespel i fem akter
- Berättelser (översättning Carl Erik Ekmarck, 1818–1819)
- En resa, berättad i bref till hemmet (anonym översättning, 1820–1821)
- Freyas altare: lustspel (översättning P. E. Forssberg, 1821) (2:a uppl. 1834). Ny utgåva, fritt bearbetadt af Hinrik Jakob Sandström (Hjerta, 1840)
- Sancthansafton-spel (översättning Hinrik Jakob Sandström, Carlson, 1830)
- Nemesis eller Det straffande ödet (översättning L. Detlof, 1830)
- Helge: en dikt (översättning Georg Gabriel Ingelman, Hjerta, 1830) (2:a uppl. 1874)
- Starkodder: ett sorgspel (översättning Nicolaus Johan Cervin-Steenhoff, Lundequist, 1833)
- Sagor om nordens gudar (översättnint Wilhelm Bäckman, Schück & Josephson, 1857)
- Wäringarne i Miklagård: tragedi i fem akter (översättning Sigurd Tern, Hierta, 1865)
- Fornnordiska hjeltesagor: Vaulunders saga och Hroars saga (anonym översättning?, Bonnier, 1867)
- Orvar Odds saga: ett fornnordiskt äfventyr (anonym översättning?, Seligmann, 1889)

## Psalmer
- Nya psalmer 1921
  - 656 Lär mig, du skog, att vissna glad, diktad 1813 Lær mig, o skov, at visne glad och 1879 översatt till svenska av Emilia Ahnfelt-Laurin. Finns på Wikisource.

- Den svenska psalmboken 1937
  - 572 Lär mig, du skog, att vissna glad

- Den svenska psalmboken 1986
  - 304 Lär mig, du skog, att vissna glad